# Mégléno-roumain

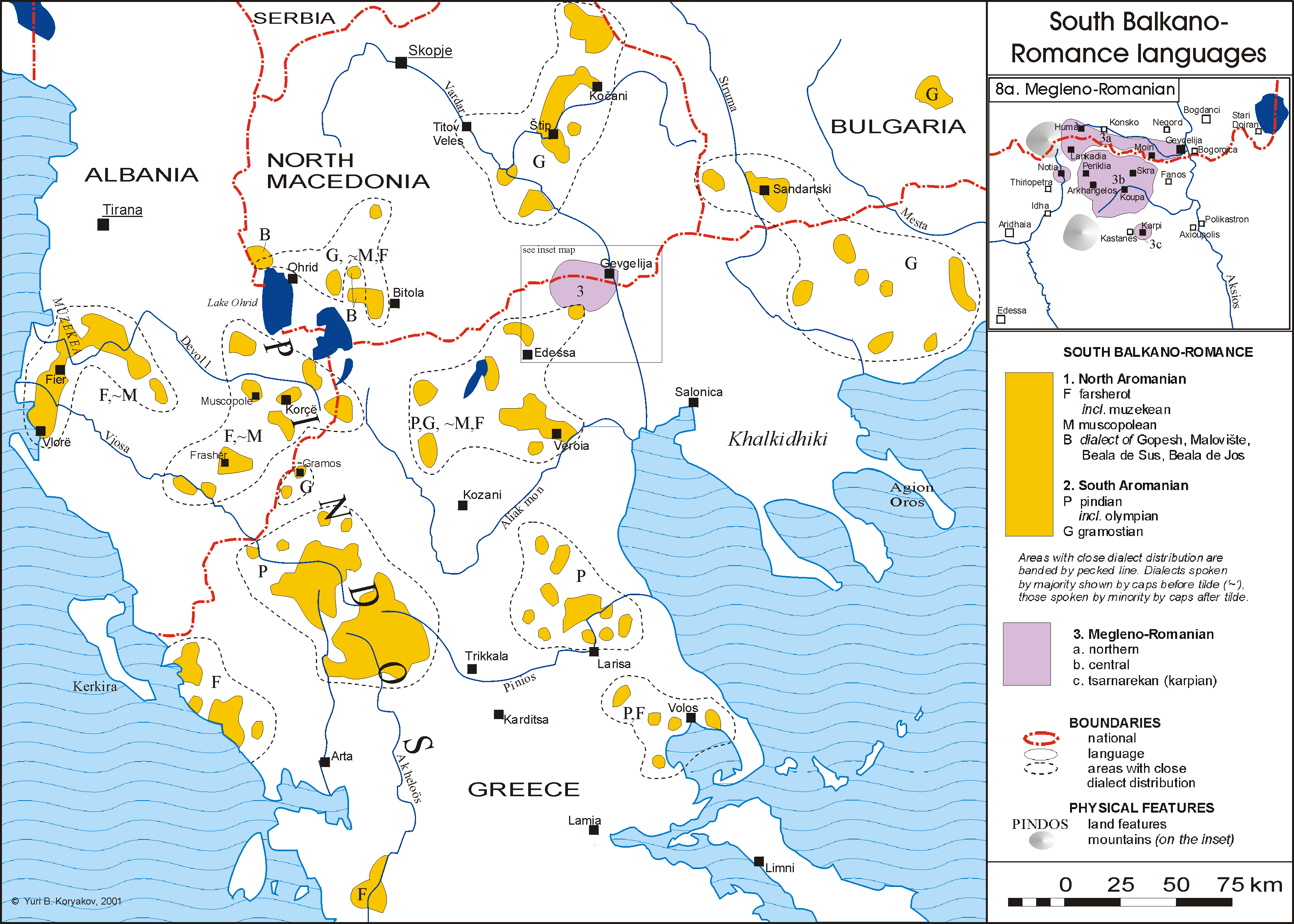
Le groupe méridional des langues romanes de l’est
Aroumain
Mégléno-roumain

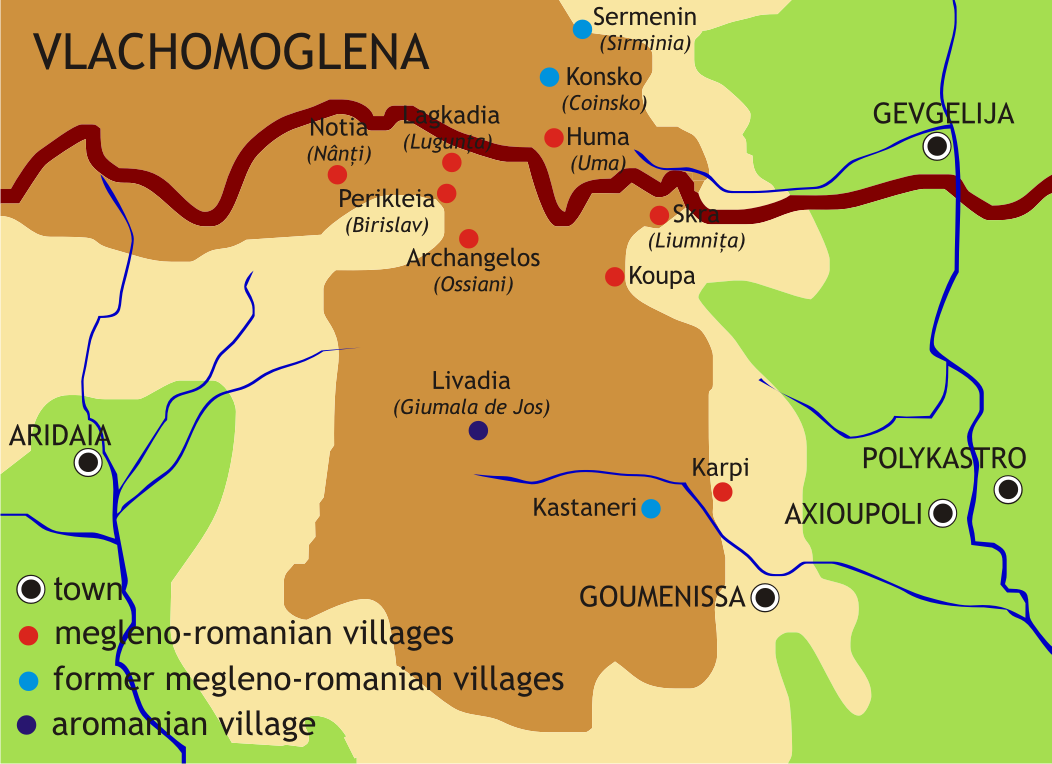
Région de Mogléna
Ville
Village mégléno-roumain
Village anciennement mégléno-roumain
Village aroumain

Le mégléno-roumain, dit aussi méglénite (μογλενίτικη γλώσσα en Grèce, мъгленитски en Macédoine du Nord), est un groupe de dialectes parlés par une population appelée « Mégléno-roumains » dans les milieux académiques. Son statut est controversé. Certains linguistes, par exemple le roumain Alexandru Graur (en), le considèrent comme une langue à part faisant partie des langues romanes orientales, avec le roumain, l’aroumain et l’istro-roumain, mais la plupart des chercheurs y voient un dialecte du roumain. Parmi ceux-ci il n’y a pas d’unité quant au statut du mégléno-roumain par rapport aux autres idiomes romans de l'Est.
Le mégléno-roumain est encore parlé par une population estimée à 2 800 personnes environ. Ils s’appellent eux-mêmes vlaș (au singulier vla, avec la variante vlau̯) et ils identifient leur idiome en disant qu’ils parlent vlășește (adverbe). L’ethnonyme vlaș « Valaques » est à l’origine un exonyme employé par les peuples voisins et adopté par les Mégléno-roumains. Ils vivent dans la région grecque de Macédoine-Centrale, en Macédoine du Nord, en Roumanie et en Turquie.

## Histoire externe et historique des recherches
Le mégléno-roumain est l’idiome roman oriental dont l’histoire et la moins connue, faute d’attestations anciennes. On suppose que ce fut le deuxième à se séparer du proto-roumain, après l’aroumain, aux XIIe – XIIIe siècle environ, lorsque ses locuteurs s’établirent dans la région de Mogléna, sur les rives du Vardar, en venant du nord.
La première mention sur le mégléno-roumain est faite par le diplomate et philologue autrichien Johann Georg von Hahn en 1867. En même temps, il le distingue de l’aroumain en parlant de deux dialectes différents, sans les nommer. Le linguiste allemand Gustav Weigand (de) est le premier chercheur à étudier à proprement parler le mégléno-roumain. Pour le distinguer du daco-roumain, de l’aroumain et de l’istro-roumain, il l’appelle « Meglen » et c’est lui qui note et publie pour la première fois des textes dans cet idiome.
Le linguiste roumain Ovid Densușianu considérait que les Mégléno-roumains étaient d’origine nord-danubienne et voyait leur idiome proche du daco-roumain. Parmi les chercheurs actuels, Petar Atanasov (en), linguiste macédonien d’origine mégléno-roumaine, adopte la même hypothèse. Il considère que le mégléno-roumain garde les vestiges d’un stade archaïque du daco-roumain. Au contraire, Sextil Pușcariu soutenait l’origine sud-danubienne des Mégléno-roumains, en classant leur idiome avec l’aroumain dans un sous-groupe oriental, et le daco-roumain et l’istro-roumain dans un sous-groupe occidental de dialectes du roumain. D’autres chercheurs roumains, tels Theodor Capidan (en) et Gheorghe Ivănescu pensaient que le mégléno-roumain forme avec l’aroumain un dialecte méridional du roumain. Les linguistes roumains Alexandru Philippide (en), Alexandru Rosetti et Matilda Caragiu Marioțeanu voyaient eux aussi le mégléno-roumain plus proche de l’aroumain. Ion Coteanu le considérait comme une variété régionale de l’aroumain et celui-ci comme une langue autonome par rapport au roumain. Il existe aussi l’hypothèse de l’origine complexe, daco-roumaine et aroumaine du mégléno-roumain.
Après les textes publiés par Weigand, d’autres recueils de littérature folklorique sont parus, publiés par Pericle Papahagi (en) et Ion Aurel Candrea. Les plus récents sont les recueils de Dionisie Papatsafa et de Dumitru Ciotti.
Il existe un seul ouvrage écrit non folklorique, une brochure sur l’élevage des vers à soie, avec une graphie adapté de celle du roumain et des termes empruntés à celui-ci.
Entre 1862 et 1912, il a existé sporadiquement chez les Mégléno-roumains des formes d’enseignement en roumain ou/et en aroumain, et l’emploi du roumain à côté du grec ou à la place de celui-ci en tant que langue du culte orthodoxe.

## Nombre de locuteurs et répartition géographique
La première information sur le nombre de Mégléno-roumains provient de Weigand qui l’a estimé à 14 000 en 1892. Des diverses estimations ultérieures, la plus importante est de 30 000, datant de 1904. Leur nombre a constamment diminué à la suite des événements historiques de la première moitié du XXe siècle, où la Mogléna a subi plusieurs guerres, à commencer par les Guerres balkaniques et jusqu’à la Guerre civile grecque. Celles-ci ont brisé la communauté relativement compacte des Mégléno-roumains, en provoquant leur éparpillement par des échanges de populations et des émigrations dans plusieurs pays : dans l’ex-Yougoslavie (en Macédoine mais aussi en Voïvodine), en Turquie, en Roumanie. Dans la seconde moitié du XXe siècle, la modernisation des sociétés a accentué l’éparpillement des Mégléno-roumains par l’établissement de beaucoup d’entre eux en ville ou même par l’émigration en Europe occidentale, à la recherche de travail. Ces phénomènes ont amené l’assimilation culturelle de nombreux Mégléno-roumains aux populations majoritaires, y compris par des mariages mixtes.
Sur le nombre de locuteurs de mégléno-roumain il y a une estimation concernant seulement ceux de Grèce et de Macédoine du Nord, à 2 800 personnes. Ils vivent surtout dans la région grecque de Macédoine-Centrale, où se trouve la région historique de Mogléna, dans les districts régionaux de Kilkís et de Pella, dans les localités L’úmniță (Σκρα – Skra), Cúpă (Κούπα – Koupa), Țărnaréca (Κάρπη – Karpi), Oșíń (Αρχάγγελος – Archagghélos), Birislắv (Περίκλεια – Périkléia) Lundzíń (Λαγκάδια – Lagkadia) et Nắnti ou Nǫ́nti (Νότια – Notia). En Macédoine du Nord, il y a des locuteurs de mégléno-roumain presque uniquement dans la ville de Gevgelija, où est venue vivre la quasi-totalité des habitants du village Umă (Хума – Huma) majoritairement peuplé de Mégléno-roumains.

## Situation actuelle
Le mégléno-roumain s’était bien préservé jusqu’au début du XXe siècle, grâce au mode de vie traditionnel, à l’isolement des villages. Il manquait l’aspect écrit de l’idiome mais aussi la scolarisation dans la langue officielle de l’État turc de l’époque. Cela faisait que dans les familles et dans les villages on ne parlait que le mégléno-roumain. Seuls les hommes qui allaient en ville étaient bi- ou trilingues et introduisaient des éléments étrangers dans leur idiome.
Les événements historiques et les phénomènes sociaux ultérieurs ont déclenché le processus de perte de l’idiome, qui continue, dans les conditions où les locuteurs sont scolarisés, mais dans une autre langue que la maternelle. À cela s’ajoute le manque de prestige de la langue maternelle aux yeux de ses propres locuteurs, surtout des jeunes, qui voient la possibilité de leur affirmation uniquement dans la langue de la majorité.
À présent il y a très peu de formes d’organisation culturelle ou d’une autre nature mégléno-roumaines qui œuvreraient à la sauvegarde de l’idiome, en comparaison avec celles qui existent pour l’aroumain et même pour l’istro-roumain. Il y a bien à Cerna (județ de Tulcea), le seul village à population majoritairement d’origine mégléno-roumaine de Roumanie, l’ensemble folklorique « Altona » et l’association « Altona » auxquels participent les élèves de l’école et collège Panait-Cerna, ces trois entités, ainsi que les familles s’occupant à cultiver l’héritage culturel mégléno-roumain. Cependant, le mégléno-roumain est en voie de disparition, étant inscrit dans l’Atlas UNESCO des langues en danger dans le monde.

## Variétés régionales
Chaque village mégléno-roumain a son parler, lesquels sont groupés de plusieurs façons. Il existe une division en deux groupes : les parlers de Umă et de Țărnareca, d’un côté, et ceux de L’umniță, Cupă, Oșiń, Birislăv, Nǫnti et Lundziń, de l’autre. Une autre division est faite en trois groupes, le parler de Lundziń étant considéré à part. Selon certains traits, on a établi d’autres oppositions aussi : le parler de Țărnareca par rapport à tous les autres, les parlers de L’umniță et Cupă par rapport aux autres, ceux de Umă et de Lundziń par rapport aux autres. Du point de vue des emprunts, on peut opposer les parlers de Grèce, de Macédoine du Nord et de Roumanie.

## Phonétisme et transcription
Le phonétisme du mégléno-roumain n’est pas unitaire. Il y a des différences relativement importantes entre parlers.

### Voyelles
Les phonèmes vocaliques du mégléno-roumain sont :
|                 |                       |                       |                       |                       |                       |
|                 |                       |                       |                       |                       |                       |
| Antérieures     |                       | Centrale              |                       | Postérieures          |                       |
| Fermées         | \| i u e o ə ɛ ɔ a \| | \| i u e o ə ɛ ɔ a \| | \| i u e o ə ɛ ɔ a \| | \| i u e o ə ɛ ɔ a \| | \| i u e o ə ɛ ɔ a \| |
|                 | \| i u e o ə ɛ ɔ a \| | \| i u e o ə ɛ ɔ a \| | \| i u e o ə ɛ ɔ a \| | \| i u e o ə ɛ ɔ a \| | \| i u e o ə ɛ ɔ a \| |
| Mi-fermées      | \| i u e o ə ɛ ɔ a \| | \| i u e o ə ɛ ɔ a \| | \| i u e o ə ɛ ɔ a \| | \| i u e o ə ɛ ɔ a \| | \| i u e o ə ɛ ɔ a \| |
| Moyenne         | \| i u e o ə ɛ ɔ a \| | \| i u e o ə ɛ ɔ a \| | \| i u e o ə ɛ ɔ a \| | \| i u e o ə ɛ ɔ a \| | \| i u e o ə ɛ ɔ a \| |
| Mi-ouvertes     | \| i u e o ə ɛ ɔ a \| | \| i u e o ə ɛ ɔ a \| | \| i u e o ə ɛ ɔ a \| | \| i u e o ə ɛ ɔ a \| | \| i u e o ə ɛ ɔ a \| |
|                 | \| i u e o ə ɛ ɔ a \| | \| i u e o ə ɛ ɔ a \| | \| i u e o ə ɛ ɔ a \| | \| i u e o ə ɛ ɔ a \| | \| i u e o ə ɛ ɔ a \| |
| Ouverte         | \| i u e o ə ɛ ɔ a \| | \| i u e o ə ɛ ɔ a \| | \| i u e o ə ɛ ɔ a \| | \| i u e o ə ɛ ɔ a \| | \| i u e o ə ɛ ɔ a \| |
| i u e o ə ɛ ɔ a |                       |                       |                       |                       |                       |

La transcription du mégléno-roumain n’est par unitaire parmi les chercheurs. Dans cet article, on utilise celle de Theodor Capidan. Description et transcription des voyelles mégléno-roumaines :
| Voyelle | Description                                  | Transcription |
| ------- | -------------------------------------------- | ------------- |
| /a/     | à peu près comme a dans « ami »              | a             |
| /e/     | à peu près comme é français                  | e             |
| /i/     | comme i dans « image »                       | i             |
| /o/     | comme o dans « mot »                         | o             |
| /u/     | comme ou français                            | u             |
| /ə/     | comme a dans l’anglais about « au sujet de » | ă             |
| /ɛ/     | comme è français                             | ę             |
| /ɔ/     | comme o dans « poche »                       | ǫ             |

#### Voyelles accentuées
En syllabe accentuée, dans plusieurs parlers, le correspondant de /ǝ/, ainsi que de /ɨ/ roumain, est /ɔ/ : lăsǫ́ (roumain lăsắ) « il/elle laissa », lǫ́nă (roum. lấnă) « laine ».
Dans les parlers de Umă et de Țărnareca, /ǝ/ s’est conservé, y compris en tant que correspondant de /ɨ/ roumain : lắnă « laine ».
Dans le parler de L’umniță, /ɔ/ se réalise comme [o], par conséquent il correspond à /ɔ/ et à /ǝ/ des autres parlers, ainsi qu’à /ɨ/ du roumain : mónă vs. mǫ́nă, mắnă, roum. mấnă « main ».
La voyelle /ɛ/ coexiste avec la diphtongue [e̯a] dans le parler de Lundziń (fę́tă / fe̯átă « fille ») et s’oppose à /e/ dans les parlers de Lundziń, de Cupă, de L’umniță, d’Oșiń et de Birislăv: vidém « nous voyons » vs. vidę́m « nous voyions ».
Les voyelles /a/, /e/, /i/, /o/, /ɔ/ et /u/ accentuées sont longues, sauf dans les parlers de Umă et de Țărnareca : āpu [aːpu] « eau », cămēș [kǝmeːʃ] « chemises », sīn [siːn] « sein », sōră [soːrǝ] « sœur », grǭn [grɔːn] « blé », sūflit [suːflit] « âme ».

#### Voyelles non accentuées
Au contraire du roumain, dans les mots hérités du latin, les voyelles en syllabe pré-tonique se sont fermées :
- a > ă: ăbínă roum. albină « abeille » ;
- e > i: țitáti roum. cetate « cité » ;
- o > u: purcár roum. porcar « porcher ».

Dans le parler de L’umniță, /ǝ/ en début de mot suivi de /m/ ou de /n/, se réalise comme [ạ]. C’est Capidan qui la transcrit ainsi, en la décrivant comme une voyelle entre /a/ et /ə/, plus proche de /a/. Exemples : ạmpirát « empereur », ạnțili̯ắg « je comprends ».
En syllabe post-tonique, les mêmes voyelles se ferment également, mais /a/ se conserve en tant qu’article défini : cásắ « maison » vs. cása « la maison ».

### Diphtongues
Il y a dans tous les parlers mégléno-roumains les diphtonges descendantes [aw], [ew], [iw] et [ow], ainsi que les ascendantes [ja], [je], [jo] et [ju]. Dans celles-ci, [w] est transcrit u̯ et [j] – i̯.
Dans les divers parlers, il y a d’autres diphtongues aussi :
- [o̯a] (Lundziń, Oșiń, Birislăv, Cupă) : so̯ári « soleil » ;
- [e̯a] (Lundziń, Oșiń, Birislăv, Cupă) : fe̯átă « fille » ;
- [wǝ] (L’umniță, Cupă) : fu̯ăc « feu » ;
- [jǝ] (L’umniță, Cupă) : ạnțili̯ắg « je comprends ».

Quant à la transcription des diphtongues, il y a une petite différence entre P. Atanasov et Capidan, en ce sens que ce dernier transcrit les semi-voyelles e̯ et o̯ comme les voyelles correspondantes.

### Consonnes
Le mégléno-roumain a 26 consonnes :
|                     | Bilabiales | Labio-dentales | Alvéolaires | Post-alvéolaires | Palatales | Vélaires | Glottale |
| ------------------- | ---------- | -------------- | ----------- | ---------------- | --------- | -------- | -------- |
| Nasales             | m          |                | n           |                  | ɲ         |          |          |
| Occlusives          | p b        |                | t d         |                  | kʲ ɡʲ     | k ɡ      |          |
| Affriquées          |            |                | t͡s d͡z       | t͡ʃ d͡ʒ            |           |          |          |
| Fricatives          |            | f v            | s z         | ʃ ʒ              |           |          | h        |
| Roulée              |            |                | r           |                  |           |          |          |
| Spirantes latérales |            |                | l           |                  | ʎ         |          |          |

Description et transcription des consonnes :
| Consonne | Description                                                  | Transcription | Transcription |
| Consonne | Description                                                  | Capidan       | P. Atanasov   |
| -------- | ------------------------------------------------------------ | ------------- | ------------- |
| /p/      | comme p français                                             | p             | p             |
| /b/      | comme b français                                             | b             | b             |
| /t/      | comme t français                                             | t             | t             |
| /d/      | comme d français                                             | d             | d             |
| /k/      | comme c dans « cœur »                                        | c             | c             |
| /kʲ/     | à peu près comme qu dans « quatre »                          | chi̯           | k’            |
| /ɡʲ/     | à peu près comme gu dans « guerre »                          | ghi̯           | g’            |
| /t͡s/     | comme ts dans « tsar »                                       | ț ou ts       | ț             |
| /d͡z/     | comme z dans l’italien zero                                  | dz            | d̦             |
| /t͡ʃ/     | comme tch dans « tchèque »                                   | tš            | č             |
| /d͡ʒ/     | comme g dans l’italien giro                                  | dž            | ǧ             |
| /m/      | comme m français                                             | m             | m             |
| /n/      | comme n français                                             | n             | n             |
| /ɲ/      | comme gn dans « agneau »                                     | ń             | ń             |
| /r/      | r roulé comme dans certaines variétés régionales du français | r             | r             |
| /f/      | comme f français                                             | f             | f             |
| /v/      | comme v français                                             | v             | v             |
| /s/      | comme s dans « soir »                                        | s             | s             |
| /z/      | comme z dans « gaz »                                         | z             | z             |
| /ʃ/      | comme ch dans « chat »                                       | ș             | ș             |
| /ʒ/      | comme j français                                             | j             | j             |
| /h/      | comme h dans l’anglais hotel                                 | h             | h             |
| /hʲ/     | [h] suivi d’un y comme dans « yeux »                         | h’            | h’            |
| /l/      | comme l dans « lit »                                         | l             | l             |
| /ʎ/      | à peu près comme li dans « lieu »                            | l’            | l’            |

Remarques :
- En fin de mot, /l/ devient proche d’une consonne vélaire, transcrite ł, par exemple dans cał « cheval ».
- La consonne /h/ ne s’est pas conservée dans les mots hérités et dans les emprunts anciens, par exemple dans le nom du village Umă, mais elle existe dans des emprunts plus récents, par exemple dans hutel « hôtel ».
- Les oppositions /d͡z/ : /z/ et /d͡ʒ/ : /ʒ/ se conservent seulement à Țărnareca. Dans les autres parlers, les affriquées se sont fricativisées : frundză / frunză « feuille (d’arbre) », džoc / joc « jeu ».

### Évolutions phonétiques différentes du latin au roumain et au mégléno-roumain
| Latin                                                                                     | Roumain                  | Mégléno-roumain                                                |
| ----------------------------------------------------------------------------------------- | ------------------------ | -------------------------------------------------------------- |
| [a] initiale de mot : HABĒMUS >                                                           | [a] conservée : avem     | aphérèse fréquente de [a] : vem « nous avons »                 |
| [o] initiale de mot : OC(U)LUS >                                                          | [o] conservée : ochi     | diphtongaison de [o] ([wo]) : u̯ócl’u « œil »                   |
| [e] accentuée après une consonne labiale et avant une syllabe à [i], [o] ou [u] : MELUM > | [ǝ]: măr                 | [e] conservé : mer « pommier »                                 |
| [e] accentuée après une consonne labiale et avant une syllabe à [a] : ME(N)SA             | [a]: masă                | diphtongaison de [e] : me̯ásă « table »                         |
| [v] + [e] ou [i] accentuées : VĪVUS >                                                     | [v] conservée : viu      | palatalisation de [v] (non systématique) : ghiu̯ « vivant »     |
| [m] + [e] accentuée : MEDIUS >                                                            | [m] conservée : miez     | palatalisation de [m] (non systématique) : ńez « mie »         |
| [p] + [e] ou [i] accentuées : PĔCTUS >                                                    | [p] conservée : piept    | palatalisation de [p] (non systématique) : chi̯épt « poitrine » |
| [f] + [e] ou [i] accentuées : FERRUM >                                                    | [f] conservée : fier     | [j], plus rarement [hʲ]: i̯er, h’er « fer »                     |
| [k] + [e] ou [i] accentuées : CAELUM >                                                    | [t͡ʃ] : cer               | [t͡s]: țer « ciel »                                             |
| [ɡ] + [e] ou [i] accentuées : GĔNER >                                                     | [d͡ʒ] : ginere            | [z], plus rarement [d͡z]: zíniri, dzíniri « gendre »            |
| [l] + [e] ou [i] accentuées : LĔPOREM >                                                   | [j] : iepure             | palatalisation de [l] : l’épuri « lièvre, lapin »              |
| [l] après [k] : ORĬCLA >                                                                  | chute de [l] : ureche    | palatalisation de [l] : ure̯ácl’ă « oreille »                   |
| [l] après [ɡ] : IŬG(U)LO >                                                                | chute de [l] : înjunghii | palatalisation de [l] : júngl’u « j’y enfonce (un couteau) »   |
| [n] + [e] non accentuée : VĪNE̯Á >                                                         | chute de [n] : vie       | palatalisation de [n] : vińă « vigne »                         |

### Autres particularités phonétiques
- La désinence -i asyllabique [ʲ] de masculin pluriel des noms et des adjectifs, ainsi que la désinence de la 2e personne du singulier de l’indicatif présent tombe après les consonnes [p], [b], [f], [v] et [m], celles-ci restant inchangées : lup roum. lupi « loups », fitšór roum. feciori « gars, garçons », ạntréb roum. întrebi « tu demandes ».
- Dans les parlers de Umă et de Țărnareca, cette désinence précédée des groupes de consonnes dont le second élément est [t͡s], [d͡z], [t͡ʃ], [d͡ʒ], [ʃ] (à Țărnareca [ɡʲ], [ɲ], [ʎ] aussi), devient [ǝ] : múl’ță « beaucoup de », arșă « brûlés », dorńă « tu dors ».
- Dans le parler de Umă, la désinence -i se conserve à l’état vocalique [i] après tout groupe de consonnes ou semi-voyelle + consonne autre que ceux dont le second élément est [t͡s], [d͡z], [t͡ʃ], [d͡ʒ], [ʃ] : ál’bi ['aʎbi] « blancs », núi̯bi ['nujbi] « tu rencontres ».
- Dans les parlers de Umă et de Țărnareca, u finale de mot qui suit un groupe de consonnes se conserve après tout groupe de consonnes (álbu roum. alb « blanc », múltu roum. mult « beaucoup (de) », rúptu roum. rupt « déchiré »), alors que dans les autres parlers et en roumain il existe seulement après les groupes dont le dernier élément est [l] ou [r] : áflu « j’apprends » (une nouvelle), sócru « beau-père » (père de l’époux ou de l’épouse).
- En fin de mot, les consonnes voisées deviennent sourdes (vi̯et roum. văd « je vois », ves roum. vezi « tu vois », alp roum. alb « blanc », rǫt roum. râd « je ris »), sans que ce soit en général marqué dans la transcription.

## Grammaire
La structure grammaticale du mégléno-roumain diffère en partie de celle du roumain, d’un côté par certains traits archaïques, d’un autre à cause de l’influence de langues voisines.

### Morphologie
Du point de vue morphologique, le mégléno-roumain présente aussi bien des traits synthétiques que des traits analytiques, ainsi que des influences macédoniennes. L’aroumain aussi influence le mégléno-roumain, surtout son parler de Țărnareca.

#### Le nom
Le singulier
Au masculin singulier, le nom peut finir en :
- consonne : lup « loup », fitšór « gars, garçon » ;
- [w] : bou̯ « bœuf » ;
- [u] (dans chaque parler, après les groupes de consonnes dont le dernier élément est l ou r ; dans ceux de Umă et de Țărnareca, après tout groupe de consonnes) : sócru « beau-père », chi̯éptu « poitrine ».

À la suite de la fermeture de [e] non accentuée, il y a des noms terminés en [i] tant au masculin qu’au féminin : múnti (masc.) « mont, montagne », pustińitáti (fém.) « désert ». Les autres féminins se terminent en -ă : cásă « maison », fátă « fille ».
Le pluriel
La forme de pluriel ne diffère pas de celle de singulier dans le cas des noms terminés en voyelle accentuée + p, b, f, v, ț, z, tš, ș, j, l’, i̯, ń ou r : lup « loup » – lup « loups », fitšór « garçon » – fitšór « garçons ». La marque du pluriel des noms terminés en une autre consonne ou en une autre consonne + i est le changement de la consonne : i̯ed – i̯ez « chevreaux », bărbát – bărbáț « hommes », cał – cal’ / cai̯ « chevaux », fráti – fraț « frères ». Le pluriel des noms terminés en ri est marqué par la chute de i : l’épuri – l’épur « lièvres ».
Au pluriel des noms en -u [u], celle-ci change en -i [i] : sócru – sócri « beaux-pères », u̯ócl’u – u̯ócl’i « yeux ».
Le pluriel des noms féminins en -ă est en général en -i : cásă – cási « maisons ». Dans certains de ces noms, la consonne ou les consonnes précédant -ă change(nt) : fúrcă – fúrchi « fourches », gắscă – gắști « oies ». Les consonnes qui provoquent la chute de -i au masculin, le font également au féminin ; límbă – limb « langues ». Dans certains noms il y a aussi alternance vocalique dans le radical : vácă – văț « vaches ».
Parmi les noms neutres qui, comme en roumain, sont du masculin au singulier et du féminin au pluriel, il y en a qui ont une désinence spécifique pour le neutre, -ur: loc – lócur « lieux ».
La désinence de masculin pluriel -i [i] qui tombe dans les cas mentionnés plus haut, reparaît devant l’article défini : fitšóril’ « les garçons », fráțil’ « les frères ».
Les noms empruntés au turc finissant en -a ou en -ă peuvent avoir au pluriel la désinence -z, la voyelle précédente étant accentuée : avlíi̯a – avlíur ou avlii̯áz « cours », căsăbắ – căsăbắz « villes ».
L’expression des compléments est en général analytique.
Le complément du nom possesseur est exprimé dans la plupart des parlers avec lu, article défini à l’origine, devenu invariable, pratiquement une préposition. Elle est utilisée au trois genres et aux deux nombres, aussi bien pour les noms propres de personnes que pour les noms communs. Ceux-ci sont munis d’un article s’ils sont du féminin ou du masculin singulier, pouvant être sans article s’ils sont au masculin pluriel :
| cása lu | bărbátu un bărbát fe̯áta ună fe̯átă Piștól fráțil’ dráț fe̯átili | la maison | de l’homme d’un homme de la fille d’une fille de Piștol des frères des diables des filles |

Il y a seulement dans le parler de Țărnareca des formes de complément du nom possesseur exprimées par la déclinaison de l’article défini. Dans leur cas, le nom est précédé de l’article possessif, comme en roumain : ạu̯ țárlui fitšór « le fils de l’empereur », tái̯fa a fe̯átil’ei̯ « le groupe de la fille ».
Le complément d’objet indirect d’attribution est exprimé avec la préposition la, le nom étant en général sans article : la bărbát « à l’homme », la fe̯átă « à la fille », la Piștól « à Piștol », la fráț « aux frères », la fe̯áti « aux filles ».
Le complément d’objet direct n’a pas de marque, même pas celle qu’on utilise en roumain pour les noms de personnes (la préposition pe) : Urdínă-l’ă ascheríl’ roum. Îi pune în rând pe soldați « Il met les soldats en rang ».
Le cas vocatif exprimé par des désinences existe en partie en mégléno-roumain, comme en roumain : ạmpirat « empereur » – ạmpiráti! ou, plus rarement, ạmpirátuli! « empereur ! » (masc.), sóră « sœur » – su̯ắru! « ma sœur !»

#### Les articles
Les articles indéfinis sont, au singulier, un (masc.) et únă (fém.). Contrairement au roumain, ils ne se déclinent pas. L’article indéfini pluriel níști (variante níștă) n’existe que dans certains parlers.
L’article défini :
- au masculin et au neutre singulier :
- pour les noms terminés en consonne – plus rarement -l, plus souvent la voyelle de liaison -u- qu’on utilise devant celui-ci, devenue l’article proprement dit (fitšóru ou fitšórul « le gars, le garçon, le fils »), mais à Țărnareca -lu : fitšórlu ;
- pour les noms en -u – -u (dans ce cas la forme avec article se confondant avec celle sans article) ou -l : córbu(l) « le corbeau » ;
- pour les noms en -i – -li : șárpili « le serpent » ;
- au féminin singulier – -a qui remplace la désinence -ă ; cása « la maison » ;
- au masculin pluriel – -l’ ou -i̯: cucóțil’ ou cucóții̯ « les coqs » ; à Țărnareca -l’ă : fráțl’ă « les frères » ;
- au pluriel féminin et neutre : – -li : măńli « les mains », lócurli « les lieux » ; à Țărnareca -l’ă : măńl’ă, lócurl’ă.

#### L’adjectif qualificatif
L’adjectif qualificatif mégléno-roumain diffère quelque peu du roumain quant à ses degrés de comparaison. Le superlatif relatif peut se former avec l’article démonstratif + l’adverbe mai̯ + l’adjectif sans article (țéla mai̯ mári « le plus grand »), mais aussi sans article démonstratif et avec l’adjectif muni de l’article défini : mai̯ míca fę́tă « la fille la plus petite ». À Țărnareca, le superlatif relatif se forme avec le préfixe nai̯- emprunté au macédonien : nai̯márli di tóț « le plus grand de tous ».

#### Les numéraux
Les numéraux cardinaux sont les mêmes qu’en roumain, y compris la formation des nombres plus grands que 10 :
1 un (masc.), úna (fém.)

2 doi̯ (masc.), dǫ́u̯ă / dǫ́u̯ / du̯áu̯ (fém.)

3 tréi̯

4 pátru

5 ținț

6 șási

7 șápti

8 u̯ópt

9 nǫ́u̯/nǫ́u̯ă

10 záți / ze̯áți / dzáți (la dernière variante à Țărnareca)

11 únspreț / únsprăț

12 dǫ́u̯spreț / dǫ́u̯sprăț

20 dǫ́u̯zǫ́ț

21 dǫ́u̯zǫ́tšiun

100 úna sútă

1000 úna míl’ă

2000 dǫ́u̯ míl’

1.000.000 un miliún
Ces noms de nombre peuvent être munis de l’article défini (en roumain, dans les mêmes cas, de l’article démonstratif) : pricázma lu dói̯l’ fráț roum. povestea celor doi frați « le conte des deux frères ».
Les numéraux ordinaux, sauf celui qui correspond à « premier », se forment en général en ajoutant aux cardinaux l’article défini -li sans distinction de genre, et en les faisant précéder par la préposition la : la dǫ́u̯li ór « la deuxième fois », la tréi̯li cáł « le troisième cheval ». Dans le parler de Țărnareca, la forme de l’article est -l’ă, et il y a une forme de féminin aussi : la tréi̯a dzúu̯ă grí « le troisième jour, il/elle parla ». Príma « premier » est hérité du latin, alors qu’en roumain c’est un emprunt au latin. À Țărnareca il lui correspond l’emprunt au grec prot, pro̯átă.

#### Pronoms

##### Le pronom personnel
Les formes des pronoms personnels mégléno-roumains sont :
| Personne      | Personne      | Sujet                                       | COI d’attribution        | COI d’attribution                                | COD               | COD                                   |
| Personne      | Personne      | Sujet                                       | formes disjointes        | formes conjointes                                | formes disjointes | formes conjointes                     |
| ------------- | ------------- | ------------------------------------------- | ------------------------ | ------------------------------------------------ | ----------------- | ------------------------------------- |
| 1re pers. sg. | 1re pers. sg. | i̯ó ; à L’umniță íu̯ă ; à Umă i̯éu̯ « je, moi » | la míni « à moi »        | ạń, ńi, ńă, ń « me »                             | míni « moi »      | mi « me »                             |
| 2e pers. sg.  | 2e pers. sg.  | tú « tu, toi »                              | la tíni « à toi »        | ạț, -ț ; à Țărnareca țu, ță « te »               | tíni « toi »      | ti « te »                             |
| 3e pers. sg.  | masc.         | i̯éł ; à L’umniță i̯ắł « il, lui »            | la i̯éł/i̯ắł « à lui »     | ạľ, ăľ ; à Cupă ại̯, l’ ; à Țărnareca l’ă « lui » | i̯eł/i̯ắł « lui »   | la, al, -l ; à Țărnareca ạu̯, u « le » |
| 3e pers. sg.  | fém.          | i̯á « elle »                                 | la i̯á « à elle »         | ạľ, ăľ ; à Cupă ại̯, l’ ; à Țărnareca l’ă « lui » | i̯á « elle »       | ạu̯, ău̯, u « la »                      |
| 1re pers. pl. | 1re pers. pl. | nói̯ « nous »                                | la nói̯ « à nous »        | na, nă « nous »                                  | nói̯ « nous »      | na, nă « nous »                       |
| 2e pers. pl.  | 2e pers. pl.  | vói̯ « vous »                                | la vói̯ « à vous »        | va, vă « vous »                                  | vói̯ « vous »      | va, vă « vous »                       |
| 3e pers. pl.  | masc.         | i̯éľ ; à L’umniță i̯ắľ « ils, eux »           | la i̯éľ, la i̯ắľ « à eux » | la, lă ; à Țărnareca l’ă « leur »                | i̯éľ/i̯ắľ « eux »   | l’a, l’ă, ạl’, -ľ « les »             |
| 3e pers. pl.  | fém.          | i̯áli « elles »                              | la i̯áli « à elles »      | li ; à Țărnareca l’ă « leur »                    | i̯áli « eux »      | i « les »                             |

Exemples en phrases :
I̯ó s-mi dúc « Moi, je m’en irai » ;
Țé faț tú? « Qu’est-ce que tu fais, toi ?;
Ạț mi ru̯ắg « Je t’en prie » ;
Ạu̯ ạntribáră « Ils/Elles lui demandèrent » (littéralement « Le/La questionnèrent »).

##### Le pronom réfléchi
Les pronoms réfléchis de la 1re et de la 2e personnes sont identiques aux pronoms personnels conjoints des mêmes personnes :
I̯ó s-mi dúc « Moi, je m’en irai » (litt. « Moi que m’emmène ») ;
Ạț mi ru̯ắg « Je t’en prie » (litt. « Te me prie ») ;
S-nă ubidím căsmétu « Tentons notre chance » (litt. « Que nous essayons la chance »).
À la troisième personne il n’a qu’une forme conjointe, si, avec la variante ți :
si ạnsurǫ́ « il se maria » ;
ạń ți máncă « j’ai faim » (litt. « me se mange »);
si si dúcă « qu’il/elle s’en aille » (litt. « que s’emmène »).
Dans le dernier exemple, le premier si est la conjonction spécifique du subjonctif. À cause de l’homonymie avec le pronom réfléchi, ce dernier peut manquer. Par conséquent, en fonction du contexte, si dúcă peut signifier « qu’il/elle s’en aille » ou « qu’il/elle emporte (quelque chose) / emmène (quelqu’un) ».

##### Le pronom-adjectif possessif
Les formes du pronom-adjectif possessif mégléno-roumain :
| Possesseur(s) | Possesseur(s) | Objet(s) possédé(s)    | Objet(s) possédé(s) | Objet(s) possédé(s)          | Objet(s) possédé(s)     | Objet(s) possédé(s) |
| Possesseur(s) | Possesseur(s) | Masculin singulier     | Masculin singulier  | Féminin singulier            | Masculin pluriel        | Féminin pluriel     |
| Possesseur(s) | Possesseur(s) | Formes disjointes      | Formes conjointes   | Féminin singulier            | Masculin pluriel        | Féminin pluriel     |
| ------------- | ------------- | ---------------------- | ------------------- | ---------------------------- | ----------------------- | ------------------- |
| Personne      | 1re sg.       | méu̯ ; à L’umniță mi̯ău̯  | -ńu                 | me̯á                          | melʼ ; à L’umniță mi̯ắl’ | me̯áli               |
| Personne      | 2e sg.        | tǫ́u̯ ; à Țărnareca atắu̯ | -tu                 | (-)ta (disjoint et conjoint) | tǫ́lʼ                    | táli                |
| Personne      | 3e sg.        | lúi̯                    | -su                 | -sa (seulement conjoint)     | –                       | –                   |
| Personne      | 1re pl.       | nóstru                 | –                   | no̯ástră                      | nóștri                  | no̯ástri             |
| Personne      | 2e pl.        | vóstru                 | –                   | vo̯ástră                      | vóștri                  | vo̯ástri             |
| Personne      | 3e pl.        | lor                    | –                   | lor                          | lor                     | lor                 |

Les formes disjointes peuvent être aussi bien des pronoms que des adjectifs, tandis que les formes conjointes sont seulement des adjectifs. Les adjectifs disjoints se placent le plus souvent devant le nom déterminé (contrairement au roumain), les formes conjointes étant toujours après le nom. Exemples en syntagmes et en phrases :
Méu̯ fitšór tári ăi̯ « Mon fils est comme ça » ;
Dǫ́-ń l’a tǫ́l’ cǫ́ń ástăz, i̯ó si-ț l’a dáu̯ mél’ la tíni « Donne-moi tes chiens aujourd’hui, moi je te donnerai les miens à toi » ;
Ni tátă-ńu… ni tšítšăl’ mi̯ắl’ nú rau̯ spuvidátš « Ni mon père ni mes oncles n’étaient des confesseurs » ;
lúi̯ mul’ári « sa femme » ;
no̯ástră casă « notre maison ».

##### Le pronom-adjectif démonstratif
Au contraire du roumain, les mêms formes sont utilisées comme pronoms démonstratifs et comme adjectifs démonstratifs :
|                    | Singulier                                                   | Singulier                                                 | Pluriel                                                 | Pluriel                                                                            |
| Masculin           | Féminin                                                     | Masculin                                                  | Féminin                                                 |                                                                                    |
| ------------------ | ----------------------------------------------------------- | --------------------------------------------------------- | ------------------------------------------------------- | ---------------------------------------------------------------------------------- |
| De proximité       | țísta ; à Țărnareca (i̯)éstu, aístu « ce/cet…-ci, celui-ci » | țe̯ástă ; à Țărnareca i̯ástă, aístă « cette…-ci, celle-ci » | țíșta ; à Țărnareca (i̯)éști, aíști « ces…-ci, ceux-ci » | țe̯ásti, țe̯áști ; à Lundziń țę́sti ; à Țărnareca i̯ásti, aíste « ces…-ci, celles-ci » |
| D’éloignement      | țéla « ce/cet…-là, celui-là »                               | țe̯á « celle…-là, celle-là »                               | țél’a « ces…-là, ceux-là »                              | țe̯áli « ces…-là, celles-là »                                                       |
| De différenciation | lant « un autre, l’autre »                                  | lántă « une autre, l’autre »                              | lańț, lanț « d’autres, les autres »                     | lánti « d’autres, les autres »                                                     |
| De différenciation | țélalant « l’autre »                                        | țe̯álantă « l’autre »                                      | țél’alanț, țél’lanț « les autres »                      | țe̯álilanti « les autres »                                                          |

En tant qu’adjectifs, ces mots se placent presque toujours devant le nom déterminé, qui peut ou non être muni de l’article défini. Il arrive aussi que l’article soit attaché à l’adjectif. Exemples en syntagmes et en phrases :
țísta u̯óm (sans article) « cet homme » ;
țíșta cál’ (sans article) « ces chevaux » ;
Dáț la éstu óm tắnti pári (sans article) « Donnez tant d’argent à cet homme » ;
Ạntribǫ́ țéla chirchézu (article attaché au nom) « Ce Tcherkesse demanda » ;
lántă u̯áră (sans arti) « une autre fois » ;
țe̯álilantili surór (article attaché à l’adjectif) « les autres sœurs ».

##### Le pronom interrogatif-relatif
En mégléno-roumain il y a deux mots qui peuvent être pronoms interrogatifs ou relatifs, en gardant la même forme, les deux pouvant se référer aussi bien à des personnes qu’à des inanimés, indifféremment du genre et du nombre, en fonction du contexte : cári « qui, lequel, que » et țe / ți « quoi, que, qui, lequel ». Exemples :
Cári ăi̯ cóla, brá? « Qui est là, hé ? » ;
Vizú un u̯óm cari vinde̯á « Il/Elle vit un homme qui vendait » ;
Țí faț? « Qu’est-ce que tu fais ? » ;
mul’áre̯á țe ti ạnsuráș « la femme que tu épousas ».
Cári en tant que COI d’attribution a une forme analytique (la cári « à qui, auquel »), mais il a une forme alternative synthétique de complément du nom possesseur (cúrui̯). Exemples :
La cári trițe̯á pri cóla, la tóț dădeá bustán « Il/Elle donnait du pastèque à qui passait par là » ;
Ve̯á un fráti la cári l’i rá núme̯a… « Il/Elle avait un frère dont le nom était… » ;
Dăráț un lúcru mușát și cúrui̯ lúcru ăs íi̯ă má mușát, … « Faites (chacun) une belle chose, et celui dont la chose sera la plus belle… »

##### Pronoms et adjectifs indéfinis
Quelques pronoms et adjectifs indéfinis mégléno-roumains :
- cáfcu (emprunt au macédonien) « quel(le)(s), de quelle sorte » : Cáfcu tšóu̯li țér tu, Téghi̯u? « Quels chaussures veux-tu, Teghiu? » ;
- cǫ́t (masc.), cǫ́ta (fém.) « combien, tant, autant » : Cǫ́t si țe̯áră, tú să-l’ dái̯ « Donne-lui autant qu’il/elle demandera », Di cǫ́ta mai̯ bún nú si po̯áti « On ne peut pas mieux que ça » ;
- cǫ́țva (masc.), cǫ́tiva (fém.) « quelques » ; cǫ́tiva búț di ápu « quelques tonneaux d’eau » ;
- cutári « tel(le)(s) [et tel(le)(s)] » – Țí zúu̯ă să u fáțim núnta? – Zúu̯a cutári « – Quel jour qu’on fasse le mariage ? – Tel et tel jour » ;
- i̯ér (emprunt au turc, avec les variantes atones e et i) « chaque » iér zúu̯ă / i zuu̯ă « chaque jour », e săptămǫ́nă « chaque semaine » ;
- i̯er-cári « n’importe lequel/laquelle/lesquel(le)s » ;
- i̯er-țí, e-țí « n’importe quel(le)(s) » : e-țí om « n’importe quel homme » ;
- niscắn « un peu » : Rămási áncă niscắn « Il en resta encore un peu », Zăstắi̯, si be̯áu̯ niscắn « Attends que je boive un peu » ;
- níști…, níști « certain(e)s…, d’autres » : Níști cu sápa, níști cu cárte̯á « Certains travaillent la terre, d’autres s’occupent de livres » (litt. « Certains avec la houe, certains avec le livre » ;
- sfáca / sfácă (emprunt au macédonien) « chaque » : sfácă u̯óm « chaque homme », sfáca dzúu̯ă « chaque jour » ;
- tári / ftári « un(e) tel(le) / de tel(le)(s), comme cela » : Méu̯ fitšór tári ăi « Mon fils est comme ça », Si fę́si ftári grǫ́n,… « Il se fit un tel blé,… » ;
- tắntu (sg.), tắnti (pl.) « tant » : Dáț-l’a la éstu óm tắnti pári « Donnez tant d’argent à cet homme » ;
- tot / tut, to̯átă, toț, to̯áti « tout(e), tous, toutes » : Tót cunácu ársi « Tout le manoir brûla » ;
- țivá « rien » – Țé mi vér, bré fărtáti? – Nú, țivá, țivá « Qu’est-ce que tu me veux, mon frère ? – Non, rien, rien. » ;
- țivá-gode̯á (son deuxième composant emprunté au macédonien) « quelque chose » : Țéla si duțe̯á si spárgă țivá-gode̯á « Celui-là allait détruire quelque chose » ;
- vrin, vrínă « un, une (quelconque), quelque » : vrină metšcă « une ourse ».

#### Le verbe
Le verbe mégléno-roumain peut être actif ou réfléchi.
Le pronom réfléchi si peut être omis au subjonctif, à la troisième personne. Sa fonction est remplie par son homonyme, la conjonction si : si si dúcă / si dúcă « qu’il/elle s’en aille », si spe̯álă « qu’il/elle se lave », si bátă « qu’il/elle se batte ».
Le sens passif peut éventuellement être exprimé par la forme réfléchie, mais c’est rare. On lui préfère une construction active, par exemple au lieu de lǫ́na si spe̯álă litt. « la laine se lave », u spél’ lǫ́na litt. « tu la laves la laine ».

##### Aspects et modes d’action
Le mégléno-roumain a emprunté au macédonien l’expression des aspects et des modes d’action avec les moyens des langues slaves, surtout des préfixes :
- du- exprime l’aspect accompli : … pănă nú duárdi lumináre̯a, i̯o nú mor «… tant que la bougie ne brûle pas complètement, je ne meurs pas » ;
- iz- aussi exprime l’accompli : Țéla purcáru la izbătú « Ce porcher le battit bien » ;
- pri- exprime la répétition unique d’une action : Nú la pót priflári « Je ne peux pas le retrouver » ;
- pru- exprime le mode d’action inchoatif : Al’ pruuu̯ắ găl’ína « La poule commença à lui faire des œufs » ;
- pu- exprime le mode d’action atténuatif : Di ca putricú piștáru, i̯á cățǫ́ si-l’ dúnă « Après que le poissonnier s’éloigna un peu, elle se mit à les ramasser (les poissons) » ;
- răz- / răs- est un préfixe inchoatif : Ca ạntrǫ́ ăn núntru, si răsțăpǫ́ frátili « Quand il entra, le frère se mit à crier » ;
- ză- aussi est inchoatif : Lúpu si zăbucurǫ́ « Le loup commença à se réjouir ».

Un même verbe peut recevoir plusieurs préfixes pour exprimer des aspects ou modes d’actions divers. Par exemple, le verbe măncári « manger » peut devenir zămăncári « commencer à manger » (inchoatif) ou dumăncári « manger complètement » (accompli).
Il y a également des suffixes spécifiques pour les aspects : -că- et -dă- pour l’inaccompli, -cn- et -dn- pour l’accompli. Exemples de paires de verbes formées avec ces suffixes :
- vicăíri – vicníri: Țéla picuráru lǫ́ să vicăi̯áscă… « Ce berger se mit à crier » – Și vicní țéla picuráru… « Et ce berger s’écria… » ;
- budăíri – budníri: Cálu cățǫ́ si budăi̯áscă « Le cheval se mit à courir » – Si budní și i̯éł după tšítšă-sa « Il partit en courant lui aussi après son oncle ».

##### Modes, temps et conjugaison
Selon B. P. Naroumov, en mégléno-roumain on distingue formellement trois modes personnels (indicatif, subjonctif et impératif) et trois modes impersonnels : infinitif, gérondif et participe. Aux modes personnels, on distingue les temps suivants :
- à l’indicatif : présent, imparfait, passé simple, passé composé et plus-que-parfai ;
- au subjonctif : présent, passé et imparfait.

D’après le même auteur, l’indicatif futur, le conditionnel présent et le conditionnel passé n’ont pas de formes spécifiques mais sont exprimés par des formes mentionnées ci-dessus et des périphrases.
P. Atanasov distingue en plus des formes ci-dessus, l’indicatif futur, le subjonctif plus-que-parfait, le conditionnel présent et le conditionnel imparfait. Il mentionne aussi la construction provenant du latin VOLO « je veux » + infinitif, ayant en mégléno-roumain la valeur du présomptif passé.
En mégléno-roumain il y a quatre groupes de conjugaison hérités du latin, analogues à celles du roumain. Au présent de l’indicatif et du subjonctif, ainsi qu’à l’impératif, on distingue au 1er et au 4e groupes des sous-groupes appelés « sans suffixe » et « à suffixe ».
Infinitif
| 1er groupe          | 1er groupe             | 2e groupe          | 3e groupe         | 4e groupe          | 4e groupe                      |
| sans suffixe        | à suffixe              | 2e groupe          | 3e groupe         | sans suffixe       | à suffixe                      |
| ------------------- | ---------------------- | ------------------ | ----------------- | ------------------ | ------------------------------ |
| căntári « chanter » | lucrári « travailler » | căde̯ári « tomber » | bátiri « battre » | durmíri « dormir » | sirbíri « servir, travailler » |

Au 4e groupe, le suffixe d’infinitif de certains verbes n’est pas -íri mais -ǫ́ri, à cause de la consonne ț, tš, ș, z ou j qui le précède. Exemples : ạmpărțǫ́ri « distribuer », nărăntšǫ́ri « donner des ordres », sfărșǫ́ri « terminer », ạncălzǫ́ri « chauffer », prăjǫ́ri « frire ».
L’infinitif a également une forme brève, sans -ri, rarement utilisée et, à la différence du roumain, sans le morphème a.
Emplois de l’infinitif :
- Avec des verbes modaux: Ti póț dúțiri « Tu peux partir », Trubăi̯á jutári țístu óm « Il fallait aider cet homme ».
- Avec la préposition di, il a la valeur de l’adjectif français dérivé du verbe avec le suffixe « -able/-ible » : Nú-i̯ di viruíri « Ce n’est pas croyable ».
- Il dénomme l’action, à la façon du nom français dérivé du verbe avec « -age » ou « -ment » : Si údi lătrári di cắni « On entend un aboiement de chien ».
- Il exprime, sous l’influence de constructions existant en macédonien, en albanais et en aroumain, une action immédiatement antérieure à celle du verbe régent :

Únă culcári, zădurmíi̯ « Dès que je me fus couché, je m’endormis » (litt. « Une coucher, je m’endormis »);
Cu viníri cásă, si discălțắ și si culcắ « Dès qu’il fut rentré, il se déchaussa et se coucha » (litt. « Avec venir maison, … »).
Indicatif présent
| cǫ́nt « je chante » | lucréz « je travaille » | cad « je tombe » | bat « je bats » | dorm « je dors » | sirbés « je sers » |
| cǫ́nț               | lucréz                  | caz              | baț             | dorm             | sirbéș             |
| cǫ́ntă              | lucre̯áză                | cádi             | báti            | do̯ármi           | sirbe̯áști          |
| căntǫ́m             | lucrǫ́m                  | cădém            | bátim           | durmím           | sirbím             |
| căntáț             | lucráț                  | cădéț            | bátiț           | durmíț           | sirbíț             |
| cǫ́ntă              | lucre̯áză                | cad              | bat             | dorm             | sirbés             |

Remarques :
- Au 1er et au 4e groupes, le deuxième sous-groupe se caractérise, à quatre formes personnelles, par les suffixes -éz et -e̯áz-, respectivement -és, -e̯áșt- (en gras dans le tableau).
- Les verbes du 1er groupe qui se terminent en -u à la 1re personne et en -i à la 2e du singulier, ont aussi des désinences alternatives à ces personnes, empruntées au macédonien : ántru / ántrum « j’entre », ántri / ántriș « tu entres ».
- Au 4e groupe, les verbes à suffixe terminés à l’infinitif en -ǫ́ri, ont la voyelle -ǫ́ dans les suffixes aussi : ạmpărțǫ́s « je distribue », tușǫ́ș « tu tousses », etc.

L’indicatif imparfait ressemble beaucoup à celui du roumain, aussi bien dans sa forme que dans son emploi :
| căntám « je chantais » | căde̯ám « je tombais » | băte̯ám « je battais » | durme̯ám « je dormais » |
| căntái̯                 | căde̯ái̯                | băte̯ái̯                | durme̯ái̯                |
| căntá                  | căde̯á                 | băte̯á                 | durme̯á                 |
| căntám                 | căde̯ám                | băte̯ám                | durme̯ám                |
| căntáț                 | căde̯áț                | băte̯áț                | durme̯áț                |
| căntáu̯                 | căde̯áu̯                | băte̯áu̯                | durme̯áu̯                |

L’indicatif passé simple est beaucoup plus fréquent en mégléno-roumain qu’en roumain pour exprimer une action accomplie dans le passé, et il présente par rapport à celui du roumain certaines particularités de forme semblables à celui de l’aroumain.
| căntái̯ « je chantai » | căzúi̯ « je tombai » | bătúi̯ « je battis » | durmíi̯ « je dormis » |
| căntáș                | căzúș               | bătúș               | durmíș               |
| căntǫ́                 | căzú                | bătú                | durmí                |
| căntǫ́m                | căzúm               | bătúm               | durmím               |
| căntáț                | căzúț               | bătúț               | durmíț               |
| căntáră               | căzúră              | bătúră              | durmíră              |

Les formes de la 1re et de la 2e personne du pluriel des verbes du 1er et du 4e groupes sont identiques à celles des mêmes personnes de l’indicatif présent.
Au 3e groupe il y a un sous-groupe de verbes dont c’est le radical qui porte l’accent, contrairement à ceux des exemples ci-dessus, où l’accent est sur les désinences. Exemple :
| dúțiri « porter, emporter » |
| --------------------------- |
| dúș « je portai »           |
| dúsiș                       |
| dúsi                        |
| dúsim                       |
| dúsiț                       |
| dúsiră                      |

Dans la langue parlée, ce temps verbal à une autre valeur que celle du passé composé. Le passé simple exprime un fait certain, dont le locuteur a été témoin : G’órg’i viní din América « G’órg’i est revenu d’Amérique » (litt. «…vint… »).
L’indicatif passé composé se forme de manière analogue à celui du roumain, avec le verbe auxiliaire ve̯ári « avoir » à l’indicatif présent, mais il a des valeurs spécifiques par rapport au passé simple, tout aussi fréquent. Ses valeurs sont exprimées par la place de l’auxiliaire : devant ou après le participe du verbe à sens lexical :
Devant le participe, l’auxiliaire est aux formes qu’il a lorsqu’il est employé avec son sens lexical, et il est accentué :
| ám ái̯ ári vém / vi̯ém véț / vi̯éț / áu̯ | căntát(ă) căzút(ă) bătút(ă) durmít(ă) |

Le participe avec ă, qui est normalement sa forme de féminin singulier, mais dans ce cas n’a pas ce sens grammatical, est une caractéristique des parlers de Umă et de Țărnareca.
Avec l’auxiliaire préposé, le passé composé exprime une action accomplie dans le passé, comme le passé simple, mais dont le locuteur n’a pas été témoin, constatant personnellement le fait à un moment ultérieur à son accomplissement : G’órg’i ári vinítă din América « G’órg’i est revenu d’Amérique ».
L’auxiliaire placé après le participe a des formes brèves, non accentuées :
| căntát căzút bătút durmít | -am -ai̯ -au̯ -am -aț -au̯ |

Avec cette forme, le locuteur exprime le fait qu’il n’a pas été témoin de l’événement, il n’a pas constaté non plus son accomplissement à un moment ultérieur, mais qu’on le lui a relaté : G’órg’i vinít-ău̯ din América « (Il paraît que) G’órg’i est revenu d’Amérique ».
Remarques :
- L’auxiliaire a des variantes de prononciation : -ăm, -ăi̯, -ău̯, -ăm, -ăț, -ău̯.
- Les verbes intransitifs exprimant un mouvement peuvent être mis au passé composé avec l’auxiliaire íri également, le participe étant accordé avec le sujet. Cette analogie avec le français est une coïncidence, la forme verbale du mégléno-roumain étant une influence du macédonien. Exemple avec le verbe viníri « venir » :

| sam / săm i̯eș ăi̯ / i̯ásti im iț sa / să | vinít vinítă viníț viníti |

- Il y a aussi un passé surcomposé, avec l’auxiliaire ve̯ári au passé composé + le participe du verbe à sens lexical. Cette forme exprime l’antériorité par rapport à un verbe au passé composé : Tu vút-ăi̯ măncát cǫn vinít-ău̯ i̯ắł « Tu avais mangé quand il est venu » (litt. « Tu as eu mangé… »)[23].

L’indicatif plus-que-parfait se forme tout à fait différemment qu’en roumain, où il est synthétique. En mégléno-roumain, il se forme comme en français, avec le verbe auxiliaire à l’indicatif imparfait + le participe du verbe à sens lexical. Cela aussi est dû à l’influence du macédonien. Exemple :
| ve̯ám ve̯ái̯ ve̯á ve̯ám ve̯áț ve̯áu̯ | căntát căzút bătút durmít |

Le plus-que-parfait aussi peut se construire avec le verbe íri « être », y compris dans le cas des verbes transitifs, ce qui est une autre influence du macédonien. Exemple avec le verbe măncári « manger » :
| rám rái̯ rá rám ráț ráu̯ | măncát măncátă măncáț măncáti |

L’indicatif futur ne se distingue formellement que dans le parler de Țărnareca. Il se forme avec le verbe à sens lexical au subjonctif présent (voir plus bas) précédé de ă invariable qui provient de la forme va / vă de la 3e personne du singulier de l’indicatif présent du verbe vre̯ári « vouloir ». Cet ă se trouve aussi contracté avec la conjonction si / să du subjonctif. Exemples : ă si nă gustím « nous nous régalerons », ăs l’áu̯ « je prendrai ».
Un autre moyen d’exprimer le futur est avec le verbe auxiliaire ve̯ári « avoir » à l’indicatif présent + le verbe à sens lexical au subjonctif présent : am si véd « je verrai ».
Le moyen le plus fréquent d’expression du futur est la forme de subjonctif présent seule, le contexte étant nécessaire pour distinguer le sens de futur. Exemples :
I̯ó si va ’ncurún, ca napcúm si fáțiț făme̯ál’ « Je vous marierai pour que vous fassiez de nouveau des enfants »  (litt. « Que je vous marie… »;
Táț, mul’ári, ca si ti turés ăn váli! « Tais-toi, femme, sinon je vais te jeter dans la vallée ! » (litt. «… que je te jette… »).
Le subjonctif présent ressemble beaucoup à celui du roumain :
| să cǫ́nt « que je chante » | să lucréz « que je travaille » | să cád « que je tombe » | să bát « que je batte » | să dórm « que je dorme » | să sirbés « que je serve » |
| să cǫ́nț                   | să lucréz                      | să cáz                  | să báț                  | să dárm                  | să sirbéș                  |
| să cǫ́ntă                  | să lucre̯áză                    | să cádă                 | să bátă                 | să do̯ármă                | să sirbe̯áscă               |
| să căntǫ́m                 | să lucrǫ́m                      | să cădém                | să bátim                | să durmím                | să sirbím                  |
| să căntáț                 | să lucráț                      | să cădéț                | să bátiț                | să durmíț                | să sirbíț                  |
| să cǫ́ntă                  | să lucre̯áză                    | să cádă                 | să bátă                 | să do̯ármă                | să sirbe̯áscă               |

Remarques :
- Au premier groupe, toutes les formes personnelles sont identiques à celles de l’indicatif présent.
- Au même groupe, les verbes qui ont à l’indicatif présent les désinences alternatives -um et -iș, les ont au subjonctif présent aussi : să ántru / să ántrum « que j’entre », să ántri / să ántriș « que tu entres ».
- La conjonction să a la variante si qui, liée au mot suivant, prend la forme s-. Le subjonctif peut donc se présenter comme suit : să mi dúc « que je m’en aille », si ạncálic « que je monte à cheval », s-na dúțim « que nous nous en allions ». La conjonction sous la forme s- peut se voiser si elle est suivie d’une consonne voisée : z-vin « que je vienne ».

Le subjonctif passé se forme autrement qu’en roumain, avec l’auxiliaire ve̯ári « avoir » au subjonctif présent et le participe du verbe à sens lexical :
| să / si | am ái̯ ái̯bă vém véț ái̯bă | căntát căzút bătút durmít |

Selon Capidan et P. Atanasov il y a aussi un subjonctif imparfait ayant la forme de l’indicatif imparfait utilisée avec la conjonction să / si : si căntám « que je chantasse ». D’après P. Atanasov il y a de plus un subjonctif plus-que-parfait, de l’indicatif plus-que-parfait avec la conjonction să / si.
L’impératif, 2e personne du singulier est identique au subjonctif présent, 3e personne du singulier, et la forme négative est la même que la positive, aussi bien au singulier qu’au pluriel, alors qu’en roumain, l’impératif négatif au singulier est identique à l’infinitif. Il y a une seule différence par rapport au subjonctif présent, 3e personne du singulier : au 4e groupe, sous-groupe avec suffixe, celui-ci se réduit à -e̯á et la désinence est zéro.
| (nu) cǫ́ntă! « (ne) chante (pas) ! » | (nu) lucre̯áză! | (nu) cádi!  | (nu) báti!  | (nu) dórm!  | (nu) sirbe̯á! |
| (nu) căntáț!                        | (nu) lucráț!   | (nu) cădéț! | (nu) bátiț! | (nu) durmíț | (nu) sirbíț! |

Le conditionnel présent se forme avec le verbe auxiliaire vre̯ári « vouloir » à la troisième personne du singulier (vre̯á) qui reste invariable, et le subjonctif présent du verbe à sens lexical : vre̯á să cǫ́nt « je chanterais ».
On l’exprime également avec la forme de l’indicatif présent précédée de la conjonction d’origine macédonienne ácu (variante cú) : ácu / cú cǫ́nt « si je chantais ». Une autre conjonction macédonienne sert à exprimer la même valeur, mais avec le subjonctif présent du verbe : túcu si cǫ́nt. En phrase : Túcu si-ń fácă țe̯ásti tšǫ́fti Dómnu u̯ói̯, cári si tre̯ácă pri u̯á, nú la lás nidát « Si le Seigneur me transformait ces corneilles en moutons, quiconque passerait par là, je ne le laisserais pas partir sans lui donner quelque chose ».
Le conditionnel imparfait a la forme du subjonctif passé précédé de l’auxiliaire vre̯á invariable : vre̯á să ám căntát « j’aurais chanté ».
Le passé de ce mode s’exprime aussi avec ácu / cú + indicatif imparfait et avec túcu + subjonctif imparfait : ácu / cú căntám ou túcu si căntám « si j’avais chanté ». En phrase : Túcu si dám la tóț, la míni nu rămăne̯á țivá « Si j’en avais donné à tous, à moi il ne me serait rien resté ».
Le présomptif existe aussi en mégléno-roumain mais il se forme autrement qu’en roumain. Son présent se forme de l’infinitif du verbe à sens lexical précédé de l’auxiliaire vă (troisième personne du singulier de l’indicatif présent de vre̯ári « vouloir ») : I̯ăł vă tăl’ári le̯ámni cló « Il est peut-être en train de couper du bois là-bas ».
La forme du présomptif passé est vă + ve̯ári « avoir » + participe : Țe̯áști pipérchi să to̯áti ársi, vă ve̯ári căzútă brúmă « Ces piments sont tous brûlés, il aura tombé du givre ». Ce sens peut être exprimé avec l’auxiliaire íri « être » aussi : Vă íri culcát « Il se sera couché ».
Le gérondif est peu utilisé. Son suffixe hérité du latin est suivi d’un autre suffixe à trois variantes (-ăra, -ura et -urle̯á), dont l’origine est inconnue. Exemples : plăngǫ́ndăra « en pleurant », lăgǫ́ndura « en courant », stiníndurle̯a « en soupirant ».
Le participe est semblable à celui du roumain, correspondant quant à son origine au participe passé français (voir plus haut les formes verbales composées avec le participe). Celui des verbes du 4e groupe ayant le radical terminé en r, ț, tš, ș, z ou j présente la même voyelle ǫ qu’à l’infinitif : urǫ́t « haï », ạmpărțǫ́t « distribué », nărăntšǫ́t « ordonné » (présenté comme un ordre), ișǫ́t « sorti », ạncălzǫ́t « chauffé », prăjǫ́t « frit ».

### Syntaxe
Le système syntaxique mégléno-roumain présente lui aussi des influences macédoniennes.

#### Le groupe nominal
Sous influence macédonienne, l’ordre des mots dans le groupe nominal est en général déterminant ou/et épithète, ou bien complément du nom possesseur exprimé par un nom + nom déterminé : méu̯ stăpǫ́n « mon maître », țísta drác(u) « ce diable », ună no̯áu̯ă cásă « une nouvelle maison » ou « une maison neuve », lu ạmpirátu íl’ă « la fille de l’empereur ».
L’adjectif démonstratif est le plus souvent suivi du nom avec article défini (țísta drácu « ce diable », țe̯á vále̯a « cette vallée », țíșta fráțil’ « ces frères ») mais parfois le nom est sans article : țísta drác.

#### Le complément d’objet direct
À la différence du roumain, le COD exprimé par un nom de personne n’a pas de préposition : Să dărǫ́m ună cárti să la pę́ră fitšóru picuráril’ « Faisons une lettre, pour que les bergers tuent le garçon ».
L’anticipation ou la reprise du COD par un pronom personnel conjoint lui correspondant sont plus fréquents qu’en roumain, étant pratiquées pour les inanimés aussi. Exemples :
Pidúcl’ul ạu̯ bii̯ú sắndzili… pói̯a ạu̯ tăl’áră pidúcl’ul « Le pou but le sang… puis ils tuèrent le pou » (litt. « Le pou le but le sang… puis le coupèrent le pou ») ;
Dǫ́-ń l’a tǫ́l’ cǫ́ń ástăz, i̯ó si-ț l’a dáu̯ mél’ la tíni « Donne-moi tes chiens aujourd’hui, moi je te donnerai les miens à toi » (litt. « Donne-moi les tes chiens…, moi que te les donne les miens… » ;
Țí zúu̯ă să u fáțim núnta? « Quel jour qu’on fasse le mariage ? » (litt. « Quel jour que le fassions le mariage ? ») ;
Bărbátu u ạnvărte̯áști cása « C’est l’homme qui assume les difficultés du ménage » (litt. « L’homme la fait tourner la maison »)

#### La construction comparative
Au degré comparatif, le terme de comparaison est introduit par la conjonction di et l’adverbe mai̯ « plus » est devant le verbe plutôt que devant l’adjectif : Cárne̯a di curșútă mai̯ nú-i̯ búnă di lu țérbu « La viande de chevreuil n’est pas meilleure que celle du cerf ». Au superlatif, c’est le même di qui est devant le mot englobant le mot caractérisé : nai̯márli di tóț « le plus grand de tous ».

#### Constructions à verbes impersonnels
On rencontre fréquemment en mégléno-roumain la construction pronom personnel COI conjoint + pronom réfléchi de la 3e personne + verbe utilisé impersonnellement : nú-l’ ți mắncă « il/elle n’a pas faim » (litt. « ne lui se mange »), la si durme̯á « ils/elles avaient sommeil » (litt. « leur se dormait »), nú-ń ți dúți « je n’ai pas envie de m’en aller » (litt. « ne me s’emmène »).

## Lexique
Le lexique mégléno-roumain conserve quelques mots de son substrat thraco-dace, la plus grande partie de son lexique de base est hérité du latin et il s’enrichit d’une part avec des emprunts des langues voisines, d’autre part avec des mots créés sur son propre terrain, surtout par dérivation.

### Mots hérités
Les mots provenant du substrat du mégléno-roumain sont supposés être ceux qui existent en albanais aussi. Leur majorité se trouve dans les autres idiomes romans de l’est également, par exemple năprǫ́tcă / năprắtcă « orvet » et țap « bouc », d’autres seulement en mégléno-roumain, par exemple daș « agneau tenu près de la maison pour les enfants ».
Les mots hérités du latin sont moins nombreux qu’en aroumain mais plus nombreux qu’en istro-roumain. La liste Swadesh de 207 mots du mégléno-roumain est à 90,33 % de cette origine. Certains mots hérités du latin ne se retrouvent pas dans les autres idiomes romans de l’est, par exemple dărto̯ári « hachette » (< DOLATORIA), sirbíri (< SERVIRE) « servir, travailler », urdinári (< ORDINARE) « ordonner, ranger ». En mégléno-roumain, le mot corp « corps » aussi est hérité, alors qu’en roumain il est emprunté avec la même forme au latin ou au français.

### Emprunts lexicaux
Les emprunts les plus anciens sont slaves, communs avec les autres idiomes romans de l’est, par exemple gol « vide, nu », lupátă « pelle », de̯ál, « colline », drag « cher ». Les emprunts slaves ultérieurs sont d’origine macédonienne. On distingue parmi ceux-ci des mots plus anciens, utilisés dans tous les parlers, par exemple tšítšă « oncle », mátšcă « chat », trăpíri « supporter » ; et plus récents, existant seulement dans les parlers de la Macédoine du Nord : bólniță « hôpital », dóguvor « accord, contrat », voz « train ».
Le mégléno-roumain a adopté des mots grecs aussi, mais moins nombreux que l’aroumain. Certains sont plus anciens et généraux, par exemple acsén / ăcsén « étranger » et píră « flamme », d’autres sont plus récents et utilisés seulement en Grèce, par exemple fos « lumière », dechéoma « justice » et révmă « courant (électrique) ».
Les emprunts au turc sont les plus nombreux par rapport à ceux des autres idiomes romans de l’est, en général communs avec ceux du macédonien : báftšă « jardin », isáp « compte », itš « nullement ».

### Dérivation

#### Suffixes
La plupart des suffixes sont d’origine latine. Certains sont appliqués à des mots communs avec les autres idiomes romans de l’est, d’autres à des mots communs mais sans que le dérivé soit présent en roumain, d’autres encore à des emprunts faits par le mégléno-roumain (les exemples sont dans cet ordre) :
- -ár : murár « meunier », stirpár « berger de brebis stériles », tšou̯lár « cordonnier » ;
- -át : uricl’át « ayant des oreilles », fărinát « farineux », tšiclăzát « ayant des grains noirs dans l’épi » (se référant à une variété de blé) ;
- -e̯áță : virde̯áță « verdure » (le fait d’être vert), flămunde̯áță « faim » ;
- -eł (-ǫ́ł après r, ț, tš, ș, z ou j) (masc.), -e̯áu̯ă (fém.) : cățǫ́ł « petit chien », fitšuréł « garçonnet », cumățǫ́ł « petit morceau » ;
- -és, -e̯áscă : dumnés « seigneurial », mul’ărés « féminin », ghi̯upțés « tzigane » (adjectif);
- -íl’ă : bucuríl’ă « joie », buníl’ă « bonté », ubăvíl’ă « beauté » ;
- -ími : nălțími « hauteur », acrími « aigreur » ;
- -mint : jurimínt « serment », ạncălzimínt « chauffage » ;
- -o̯áńă (variante dialectale -ǫ́ńă) : lupo̯áńă « louve », cucușǫ́ńă « pou des poules », măndălo̯áńă « verrou » ;
- -ós, -o̯ásă : bărbós « barbu », linós « paresseux », călincós « comme la grenade » (le fruit) ;
- -tór, -to̯ári : cumpărătór « acheteur », drumătór « voyageur », licuitór « qui guérit » ;
- -tšúni : gulitšúni « vide, nudité », piritšúni « décroissance de la lune » (de períri « périr »), gălitšúni « câlin » (nom) ;
- -úră : bii̯utúră « boisson, le fait de boire », măncătúră « nourriture, le fait de manger », nărăntšătúră « le fait de donner des ordres ».

Les suffixes non latins sont adoptés avec des emprunts d’une certaine langue mais les productifs sont appliqués à des mots hérités et à des emprunts à d’autres langues également (exemples dans cet ordre).
Suffixes slaves anciens :
- -án : vrăptšán « moineau », mijlucán « frère entre le cadet et l’aîné » ;
- -că : chítcă « bouquet de fleurs », flórcă « flûte », răsláncă « lionne » ;
- -íc, -ícă : tšubrícă « thym », fitícă « fillette », burghíc « petite vis » ;
- -íști : băńíști « lieu avec des bains », cătuníști « lieu où il y avait un village », păzăríști « lieu où l’on tient des foires » ;
- -íță : bivulíță « bufflonne », drăchíță « diablesse », bighíță « femme d’un seigneur » ;
- -úș, -úșă : be̯alúș « blanchâtre », mănúșă « manche (d’un outil) », cărălúș « bobine, roquette » ;
- -úșcă : gărdúșcă « petite clôture », cățălúșcă « petite chienne », cădănúșcă nom d’une espèce d’oiseau et d’insecte.

Autres suffixes :
- -e̯álă (variante -e̯ál’ă) (du macédonien): stre̯ál’ă « foudre », nigre̯álă « noirceur » ;
- -ítš (du serbe): divítš « animal sauvage », chiăptănítš « petit peigne », cumătítš « petit morceau » ;
- -lǫ́c (du turc): budalǫ́c « sottise », măgărlǫ́c « ânerie », prii̯atilǫ́c « amitié ».

#### Préfixes
Il y a peu de préfixes latins conservés en mégléno-roumain :
- ạn- / ạm (< IN-) : ạncălicári « monter à cheval », ạncl’igári « coaguler », ạnturbári « faire enrager » ;
- di- : dijugári « dételer, enlever le joug », dipărtári « (s’)éloigner » ;
- dis- / diz- : discărcári « décharger », dizgulíri « dénuder ».

La plupart des préfixes sont slaves. Certains n’ont qu’un sens grammatical, celui d’exprimer des aspects et des modes d’action (voir plus haut Aspects et modes d’action), d’autres changent en même temps le sens lexical du verbe, tels :
- nă- [măncári « manger » > nămăncári « (se) rassasier »] : Vę́ un izmichi̯ár ți nu pǫ́ti să nămănáncă di pǫ́i̯ni « Il avait un serviteur qu’il ne pouvait pas rassasier de pain » ;
- ni- est négatif : nibún « fou » (litt. « pas bon »), lémn nidurát « bois non travaillé » ;
- răz- exprime la séparation ou la distribution (dári « donner » > răzdári « distribuer »): Răzde̯ádi dǫ́u̯ă plățínț « Il/Elle distribua deux galettes (en tant qu’aumône) ».

## Exemple de texte
| GURA                                                                           |  | LA BOUCHE                                                                                             |
| Ạń am un ại̯or plin di cal’ al’bi. Saldi un roș ăn mejluc tucu ạl’ clutsăi̯aști. |  | J’ai une écurie pleine de chevaux blancs. Seul un rouge au milieu leur donne tout le temps des coups. |
| Ugudea, tse-i?                                                                 |  | Qu’est-ce que c’est ?                                                                                 |

## Sources bibliographiques
- (de) Atanasov, Petar, Meglenorumänisch [« Le mégléno-roumain »], Okuka, Miloš (dir.), Lexikon der Sprachen des europäischen Ostens [« Encyclopédie des langues est-européennes »], Klagenfurt, 2002, p. 127-131 (consulté le 25 septembre 2015)
- (en) Atanasov, Petar, The Current State of Megleno-Romanians. Megleno-Romanian, an Endangered Idiom [« État actuel des Mégléno-roumains. Le mégléno-roumain, un idiome en voie de disparition »], Memoria ethnologica, 14e année, n° 52-53, juillet-décembre 2014, p. 30-37 (consulté le 25 septembre 2015)
- (ro) Atanasov, Radu-Mihail, Valorile perfectului compus în meglenoromână [« Valeurs du passé composé en mégléno-roumain »], Limba română, 60e année, n° 4, octobre-décembre, Editura Academiei, 2011, p. 484/18-490/24 (consulté le 25 septembre 2015)
- (ro) Avram, Mioara, Gramatica pentru toți [« Grammaire pour tous »], Bucarest, Humanitas, 2001,  (ISBN 973-28-0769-5)
- (ro) Bațaria, Nicolae, « Agricultura la aromâni » [« L’agriculture chez les Aroumains »], Lumina. Revistă poporană a românilor din Imperiul otoman, Bitola (Macédoine du Nord), 2e année, n° 6, 1904
- (ro) Capidan, Theodor, Meglenoromânii [« Les Mégléno-roumains »], 1er vol. : Istoria și graiul lor [« Leur histoire et leur dialecte »], Bucarest, Cultura Națională / Academia Română. Studii și Cercetări VII, 1925 (consulté le 25 septembre 2015)
- (ro) Capidan, Theodor, Meglenoromânii, 2e vol. : Literatura populară la meglenoromâni [« La littérature populaire des Mégléno-roumains »], Bucarest, Cultura Națională / Academia Română. Studii și Cercetări VII, 1928 (consulté le 25 septembre 2015)
- (ro) Capidan, Theodor, Meglenoromânii, 3e vol. : Dicționar meglenoromân [« Dictionnaire mégléno-roumain »], Bucurest, Cultura Națională / Academia Română. Studii și Cercetări XXV, 1935 (consulté le 25 septembre 2015)
- (ro) Coman, Virgil, « Scurtă privire asupra meglenoromânilor până la sfârşitul secolului al XX-lea » [« Aperçu des Mégléno-roumains jusqu’à la fin du XXe siècle »], Berciu-Drăghicescu, Adina (dir.), Aromâni, meglenoromâni, istroromâni: aspecte identitare și culturale [« Aroumains, Mégléno-roumains, Istro-roumains : aspects identitaires et culturels »], Bucarest, Editura Universității din Bucarest, collection IEH, 2012, p. 109–230,  (ISBN 978-606-16-0148-6) (consulté le 11 avril 2016)
- (de) Hahn, Johann Georg von, Reise durch die Gebiete des Drin und Wardar [« Voyages dans les régions du Drin et du Vardar »], Vienne, K. Gerold und Sohn, 1867 (consulté le 10 avril 2016)in Bucarest, collection IEH, 2012, p. 109–230,  (ISBN 978-606-16-0148-6) (consulté le 11 avril 2016)
- (ru) Naroumov, B. P., Мегленорумынский язык/диалект [« Le mégléno-roumain »], I. I. Tchélychéva, B. P. Naroumov, O. I. Romanova (dir.), Языки мира. Романские языки [« Les langues du monde. Les langues romanes »], Moscou, Akademia, 2001, p. 671-681,  (ISBN 5-87444-016-X)
- Sala, Marius (dir.), Enciclopedia limbilor romanice [« Encyclopédie des langues romanes »], Bucarest, Editura Științifică și Enciclopedică, 1989,  (ISBN 973-29-0043-1)
- (de) Weigand, Gustav, Vlacho-Meglen, eine ethnographisch-philologische Untersuchung [« La Mogléna valaque, recherche ethnographico-philologique »], Leipzig, Johann Ambrosius Barth, 1892 (consulté le 11 avril 2016)